# Mitsui Engineering & Shipbuilding
Mitsui Engineering & Shipbuilding (japanisch 三井E&Sホールディングス kabushiki-gaisha Mitsui E&S Hōrudingusu, englisch Mitsui E&S Holdings Co., Ltd.) ist ein japanisches Unternehmen mit Aktivitäten in den Bereichen Maschinenbau und Schiffbau sowie Ingenieur- und Industriedienstleistungen.

## Geschäftstätigkeit
Im Geschäftsjahr 2019/2020 entfiel ein Umsatzanteil von rund 42 % auf den Geschäftsbereich „Ocean Development“. Dieser Geschäftsbereich wird durch die Tochtergesellschaft Modec bedient und umfasst den Betrieb, die Wartung und die Erbringung von EPCI-Leistungen für Bohrplattformen. Der Geschäftsbereich „Machinery“, auf den 25 % des Konzernumsatzes im gegebenen Zeitraum entfielen, umfasst die Produktion von Schiffsantrieben, Hafenkranen, Großkompressoren, Robotik-Produkten und Radarsystemen. Der Schiffbau trug im Geschäftsjahr 2019/2020 lediglich zu 15 % des Umsatzes bei. Zu den produzierten Schiffstypen zählen Öl- und LNG-Tanker, Massengutfrachter, Zerstörer und Patrouillenboote. Die restlichen Umsatzanteile entfielen auf Engineering-Leistungen und IT-Services.
In Europa ist Mitsui E&S unter anderem mit folgenden Firmen aktiv:
- Burmeister & Wain Scandinavian Contractor, Allerød
- TGE Marine Gas Engineering, Bonn

## Geschichte
Mitsui E&S wurde 1917 als Schiffbau-Division von Mitsui Bussan in Tamano gegründet. Noch im selben Jahr lief mit der Kaisho Maru das erste Schiff vom Stapel. Mit der Akagisan Maru wurde 1924 das erste dieselgetriebene Schiff Japans fertiggestellt. Ab 1926 produzierte Mitsui Schiffsdiesel von Burmeister & Wain in Lizenz. Im Jahr 1937 wurde der Schiffbau als Tama Schiffswerft von Mitsui Bussan abgetrennt und 1942 in Mitsui Zōsen (japanisch 三井造船 englisch Mitsui Shipbuilding & Engineering) umbenannt. Nach dem Kriege, 1952, wurde der Unternehmenssitz nach Tokio verlegt. Die 1961 fertiggestellte Kinkasan Maru war das weltweit erste größere Schiff mit kompletter Schiffsautomation. Ebenfalls ab 1961 erweiterte sich die Geschäftstätigkeit des Unternehmens im Maschinenbau-Bereich durch die Produktion von Hafenkranen unter der Lizenz der US-amerikanischen Paceco, Inc. 1976 wurde der englische Firmenname Mitsui Shipbuilding & Engineering in Mitsui Engineering & Shipbuilding umgewandelt. Dieser Name wird bis heute verwendet.

## Aktionäre
Zu den größten Einzelaktionären des börsennotierten Unternehmens gehören (Stand: 31. März 2020):
| Aktionär                       | Anteil |
| ------------------------------ | ------ |
| The Master Trust Bank of Japan | 5,80 % |
| Pictet & Cie                   | 4,77 % |
| Imabari Zōsen                  | 3,58 % |
| Japan Trustee Services Bank    | 3,40 % |
| Mitsui Bussan                  | 3,15 % |